# Ganbare! Nakamura-kun!!
Ganbare! Nakamura-kun!! (ガンバレ! 中村くん!! lit. ¡No te rindas, Nakamura!?) es una serie de manga escrita e ilustrada por Syundei. La serie sigue al protagonista, Nakamura, un estudiante de secundaria que está enamorado en secreto de su compañero de clase. Ganbare! Nakamura-kun!! se publicó por entregas en la revista de manga Opera de 2014 a 2016, Akane Shinsha la recopiló en un volumen encuadernado en 2017 y Seven Seas Entertainment la licenció para su lanzamiento en inglés en 2018. Una secuela, Go For It Again, Nakamura!, se publicó por entregas desde junio de 2017 hasta junio de 2021. Una adaptación de la serie de televisión de anime producida por Drive se estrenará en 2026.

## Argumento
Okuto Nakamura, un estudiante de secundaria de dieciséis años que no ha salido del armario, está enamorado de su compañero de clase Aiki Hirose, a pesar de que nunca ha hablado con él. Nakamura, muy introvertido, fantasea con hablar con Hirose y, a menudo, intenta integrarse en situaciones que permitan que los dos interactúen, aunque la mayoría terminan en un fracaso cómico. Nakamura finalmente logra desarrollar su confianza y acercarse a Hirose. La serie concluye con los dos chicos desarrollando una amistad recíproca.

## Personajes
Okuto Nakamura (中村 男久斗 Nakamura Okuto?)
 Seiyū: Kappei Yamaguchi (audio drama) Chiaki Kobayashi (anime)
Es un estudiante de secundaria que no ha revelado nada. Está enamorado de su compañero de clase Aiki Hirose, pero es muy introvertido y nunca ha hablado con él.
Aiki Hirose (広瀬 愛貴 Hirose Aiki?)
 Seiyū: Junko Takeuchi (audio drama), Yuki Sakakihara (anime)
Es el compañero de clase de Nakamura y su interés amoroso no correspondido.
Sou Otogiri (乙切想 Otogiri Sou?)
 Seiyū: Toshihiko Seki (audio drama)
Hifumi Kawamura (川村ひふみ Kawamura Hifumi?)
 Seiyū: Yuri Shiratori (audio drama)
Oomori (大森?)
 Seiyū: Kōki Miyata (audio drama)
Arandou Tamura (用村亜乱堂 Tamura Arandou ?)
 Seiyū: Ai Orikasa (audio drama)
Reiko Aokiyama (青木山麗子 Aokiyama Reiko?)
 Seiyū: Satsuki Yukino (audio drama)

## Contenido de la obra

### Manga
El personaje Nakamura apareció por primera vez en ilustraciones y cómics cortos publicados en línea por Syundei. En 2014, el editor en jefe de la revista de manga Opera se acercó a Syundei para dibujar un cómic para llenar las páginas vacías en un número de la revista. Ese cómic, un one-shot que se publicó en la edición de diciembre de 2014 de Opera, se convertiría en el primer capítulo de Ganbare! Nakamura-kun!!. A partir de la edición de junio de 2015 de Opera, Ganbare! Nakamura-kun!! comenzó a serializarse como una serie regular, que se publicó simultáneamente en Opera con la serie de manga de terror de Syundei Total Eclipse of the Eternal Heart.
Tras su conclusión, la serie de once capítulos fue recopilada en un volumen encuadernado por Akane Shinsha y publicada el 27 de mayo de 2017. El 15 de septiembre de 2017, Seven Seas Entertainment anunció que licenciaría una traducción al inglés de la serie. El manga de un solo volumen se publicó el 3 de julio de 2018, lo que convierte a Go for It, Nakamura! en la primera serie de manga de amor entre chicos publicada por Seven Seas.
Una serie secuela, Go For It Again, Nakamura!, comenzó a publicarse en Opera en junio de 2017. Seven Seas Entertainment publicó una traducción al inglés en julio de 2022.
| Volúmenes de manga publicados | Volúmenes de manga publicados | Volúmenes de manga publicados |
| Número                        | Fecha de lanzamiento          | ISBN                          |
| ----------------------------- | ----------------------------- | ----------------------------- |
| 1                             | 27 de marzo de 2017           | ISBN 978-4863496330           |
| 2                             | 27 de agosto de 2021          | ISBN 978-4863498792           |

### Anime
El 16 de agosto de 2024 se anunció una adaptación televisiva en formato anime de Ganbare! Nakamura-kun!!. La serie está producida por Drive y dirigida por Aoi Umeki, con Naoki Yoshibe como asistente de dirección, Umeki y Yasuko Aoki escribiendo los guiones de la serie, Umeki diseñando los personajes y Ayana Tsujita componiendo la música. La serie estaba originalmente programada para estrenarse en 2025, pero posteriormente se retrasó hasta 2026 debido a circunstancias de producción. Su estreno está previsto para 2026. Crunchyroll obtuvo la licencia de la serie fuera de Asia.

### Otros medios
El 8 de septiembre de 2021 se publicó una adaptación en audiodrama de Ganbare! Nakamura-kun!!. La adaptación cuenta con Kappei Yamaguchi como la voz de Nakamura, Junko Takeuchi como la voz de Hirose y Tomoyuki Morikawa como el narrador, con música original de OdiakeS. Junto con ella se publicó un capítulo especial exclusivo de 12 páginas de la serie de manga.
Los personajes de Ganbare! Nakamura-kun!! fueron incluidos en una cafetería temporal dirigida por Opera en Harajuku, Tokio, del 16 de marzo al 8 de abril de 2018. La cafetería contaba con productos originales y platos del menú inspirados en la serie.

## Recepción
Ganbare! Nakamura-kun!! fue recibido positivamente por los críticos. La serie fue elogiada por su obra de arte que recuerda a los años 80, y Sean Gaffney de Manga Bookshelf la comparó favorablemente con Ranma ½ y Kimagure Orange Road. Anthony Gramuglia señaló en su reseña de la serie para Anime Feminist que Ganbare! Nakamura-kun!! es "parte de una nueva ola de manga [de amor entre chicos] que se centra más en la identidad que en el sexo". En su reseña de la serie para Otaku USA, Brittany Vincent elogió los elementos de comedia romántica de la serie y calificó a Ganbare! Nakamura-kun!! como un "regalo especial para el público LGBT ansioso por una comedia romántica dulce con sabor retro".
En los premios BL de 2018 presentados por Chill Chill, Ganbare! Nakamura-kun!! ocupó el puesto 16 en la clasificación de los mejores volúmenes de amor entre chicos publicados en 2017.